# Anomala surigana
Anomala surigana är en skalbaggsart som beskrevs av Ohaus 1923. Anomala surigana ingår i släktet Anomala och familjen Rutelidae. Inga underarter finns listade i Catalogue of Life.